# Ludovico Spada Potenziani
Don Ludovico Spada Veralli Potenziani, patricien romain, prince de Castelviscardo, marquis et conte de Montevescovo et San Giovanni Squarzarolo, marquis de Roncofreddo, comte de Montiano et Viceno, comte et baron d'Armera, né le 19 août 1880 à Rieti, mort le 8 août 1971 à Rome est un homme politique italien. Il est gouverneur de Rome de décembre 1926 à septembre 1928, puis sénateur.                                   

## Biographie
Fils du sénateur Giovanni Potenziani et de Donna Maria Spada Veralli, il devient un expert en économie, en agriculture et en industrie. Au début du XXe siècle, devinant les potentialités des recherches de Nazareno Strampelli, il donne à ce dernier des terres aux alentours de Rieti pour y conduire des expériences d'hybridation du blé. 
Il participe à la Première Guerre mondiale et rejoint le mouvement fasciste dès sa création. 
Très impliqué dans le développement de la région de Rieti, il est également à l'origine de la création de la province sabine en 1927.
Il est nommé par Mussolini gouverneur de Rome le 6 décembre 1926 et dans ce cadre, il met en place rapidement les lignes directrices dictées par ce dernier dans la gestion de la capitale. Toutefois, l'abattage injustifié des 58 platanes de la Via Veneto, les dépenses, considérées comme excessives, pour la construction de la nouvelle Via del Mare, ainsi que la lenteur des travaux, poussent Mussolini à le "démissionner" le 9 septembre 1928. Le prince apprend que "le Duce a accepté sa démission" alors qu'il se trouve en croisière au large de Nettuno. C'est en fait sa conduite, scandaleuse aux yeux de l'Eglise, qui provoque son départ : d'une part, Potenziani a en effet demandé le divorce d'avec sa première femme, et, d'autre part, il a fait construire une fontaine "indécente" piazza dei Quiriti, représentant quatre statues de nu féminin.
S'étant plaint auprès de Mussolini, il est élu sénateur le 26 février 1929, puis nommé président de l'Institut International d'agriculture en 1933. Il est membre de la Commission de l'agriculture du 17 avril 1939 au 5 août 1943, lors de la dissolution des chambres. 
Le 26 janvier 1946, il est démis de toutes ses fonctions officiels après avoir été déféré à la Haute Cour de Justice pour les sanctions contre le Fascisme le 27 août 1945.
Le 2 février 1903, il avait épousé Donna Maria Maddalena Papadopoli Aldobrandini (1883-1965), dont il eut Myriam (1903-1961) et Giovanni, décédé quelques heures après la naissance en 1909. Le couple divorcera à Fiume en 1922, l'épouse ayant eu, entre-temps, de Giuseppe Lanza Branciforte di Trabia, deux fils illégitimes, Raimondo et Galvano. En 1948, il se remariera avec la comtesse Sita Halenke (1898-1986).

## Source
- I sindaci capitolini - Ludovico Veralli Spada Potenziani sur www.mediatecaroma (consulté le 14 janvier 2015)